# Family Guy: Stewie’s Guide to World Domination
Family Guy: Stewie's Guide to World Domination ist ein US-amerikanisches, englischsprachiges Buch über Family Guy, das vom Produzenten Steve Callaghan unter dem Pseudonym Stewie Griffin geschrieben wurde. Das Buch wurde erstmals am 20. Oktober 2005 bei HarperCollins veröffentlicht. Die Handlung folgt den Plänen von Stewie Griffin, die Welt zu beherrschen. Es besteht aus 112 Seiten.

## Handlung
Seit seiner Geburt als Sohn von Lois und Peter Griffin zeigt Stewie, dass er die Weltherrschaft anstrebt, was so weit geht, dass er Maschinengewehre und andere Waffen in seinem Schlafzimmer aufbewahrt, um sie nach Lust und Laune einsetzen zu können.[1] Nachdem er beschlossen hat, dass die Menschen seine Pläne verstehen müssen, bevor er sie ausführen kann, spricht er über seine dysfunktionale Familie und die moderne Gesellschaft und erklärt, wie er die Weltherrschaft anstrebt, sowie seine persönlichen Überzeugungen zu Themen wie Familie, Liebe, Elternschaft, Arbeit, Vorschule, Popkultur, Politik, Spiel und mehr.